# 大西部鐵路
大西部鐵路（Great Western Railway）是英國鐵路公司，鐵路網聯接倫敦西南部和英格蘭西部和大部分威爾士地區。大西部鐵路於1833年設立，於1835年國會法案通過，第一次列車於1838年行駛。它由伊桑巴德·金德姆·布鲁内尔所設計，他選擇了寬軌7英尺1/4（2140毫米）為軌距，但是從1854年開始，它也經營標準軌火車（1435毫米），最後寬軌火車服務在1892年結束營運。1921年鐵路法通過之後，大西部鐵路成為英國四大鐵路公司之一。大西部鐵路在1947年底被收歸國有，成為英國鐵路西部地區。
其名稱為英國鐵路私有化后成立的大西部鐵路公司所沿用。